# 大島かおり
大島 かおり（おおしま かおり、1931年11月3日 - 2018年5月8日）は、日本のドイツ語翻訳家。

## 来歴
東京出身。東京女子大学文学部英米文学科卒業。英語教師を10年間勤めたのち、ドイツに渡る。帰国後、翻訳家となった。
ミヒャエル・エンデの『モモ』をはじめ、ナチス、ハンナ・アーレント、アドリエンヌ・リッチ、ノーマ・フィールドなど、プロテスタント左派、フェミニズムの立場からのドイツ語からの翻訳が多いが、英語の翻訳も行う。

## 受賞
- 2001年 - 独日翻訳賞『ラーエル・ファルンハーゲン』
- 2005年 - 日本翻訳文化賞(第42回)『アーレント=ヤスパース往復書簡』（全3巻)

## 訳書
- 『マリアンネ』（ゲルトルート・ホイザーマン、学習研究社） 1970
- 『いなずま坊や モーツァルト』（R・ヒンデルクス＝クッチャー、学習研究社、世界の伝記） 1972
- 『全体主義の起原 2・3』（ハンナ・アーレント、大島通義, 大久保和郎共訳、みすず書房） 1972（度々新版）。
- 『秘密の花園』（フランシス・ホジソン・バーネット、学習研究社） 1973
- 『美の悲劇 ドストエフスキイ『白痴』研究』（ウオルィンスキイ、みすず書房） 1974
- 『モスクワと新左翼』（K・メーネルト、朝日新聞社） 1975
- 『モモ』（エンデ、岩波書店）1976
- 『ベルリン日記』（ウィリアム・シャイラー、大久保和郎共訳、筑摩書房） 1977
- 『ヒットラーの社会革命 1933～39年のナチ・ドイツにおける階級とステイタス』（D・シェーンボウム、大島通義共訳、而立書房） 1978
- 『ベノとわらうふろおけ』（M・ライフ、あかね書房） 1978
- 『ランドフスカ音楽論集』（レストウ編、鍋島元子共訳、みすず書房） 1981
- 『素晴らしい歳月』（ライナー・クンツェ、晶文社） 1982
- 『イエスをめぐる女性たち 女性が自分自身になるために』（E・モルトマン＝ヴェンデル、新教出版社） 1982
- 『ワルシャワ・ゲットー 捕囚1940-42のノート』（エマヌエル・リンゲルブルム、入谷敏男共訳、みすず書房） 1982
- 『ナチ・ドイツ 清潔な帝国』（H・P・ブロイエル、人文書院） 1983
- 『キリストへの信従 一つの福音的挑発』（R・シュトゥルンク、新教出版社） 1984
- 『ホテル・ルックス ある現代史の舞台』（ルート・フォン・マイエンブルク、晶文社） 1985
- 『大粛清・スターリン神話』（アイザック・ドイッチャー、菊地昌典共訳、TBSブリタニカ） 1985
- 『世俗都市の宗教 ポストモダン神学へ向かって』（H・コックス、新教出版社） 1986
- 『世界は音 ナーダ・ブラフマー』（J・E・ベーレント、人文書院） 1986
- 『第三帝国の終り 続ベルリン日記』（ウイリアム・シャイラー、筑摩書房） 1987
- 『ミュンヘン・キャバレー・政治 1900 - 1923』（ロバート・エーベン・サケット、晶文社） 1988
- 『乳と蜜の流れる国 フェミニズム神学の展望』（E.モルトマン=ヴェンデル、新教出版社） 1988
- 『嘘、秘密、沈黙。 アドリエンヌ・リッチ女性論 1966 - 1978』（晶文社） 1989
- 『血、パン、詩。 アドリエンヌ・リッチ女性論 1979 - 1985』（晶文社） 1989
- 『世紀末のヨーロッパ 誇り高き塔・第一次大戦前夜』（バーバラ・W・タックマン、筑摩書房） 1990
- 『肉のない日 あるパキスタンの物語』（サーラ・スレーリ、みすず書房） 1992
- 『赤のかたち  二人の女性の対話』（ルース・ハバード, マーガレット・ランダル、青海恵子共訳、みすず書房） 1993
- 『浮かびあがる』（マーガレット・アトウッド、新水社） 1993
- 『20世紀の女性精神分析家たち』（ジャネット・セイヤーズ、晶文社） 1993
- 『天皇の逝く国で』（ノーマ・フィールド、みすず書房） 1994
- 『アーレントとハイデガー』（エルジビェータ・エティンガー、みすず書房） 1996
- 『ラーエル・ファルンハーゲン - ドイツ・ロマン派のあるユダヤ女性の伝記』（ハンナ・アーレント、みすず書房） 1999
- 『祖母のくに』（ノーマ・フィールド、みすず書房） 2000
- 『アーレント=ハイデガー往復書簡 1925 - 1975』（ウルズラ・ルッツ編、木田元共訳 みすず書房） 2003
- 『アーレント=ヤスパース往復書簡』全3巻（みすず書房） 2004
- 『へんな子じゃないもん』（ノーマ・フィールド、みすず書房） 2006
- 『理性ある人びと力ある言葉 大内兵衛グループの思想と行動』（ローラ・ハイン、岩波書店） 2007
- 『黄金の壺 / マドモワゼル・ド・スキュデリ』（E・T・A・ホフマン、光文社古典新訳文庫） 2009
- 『獄中からの手紙 ゾフィー・リープクネヒトへ』（ローザ・ルクセンブルク、編訳、みすず書房、大人の本棚） 2011
- 『ユダヤ論集』全2巻 （ハンナ・アーレント、J・コーン, R・H・フェルドマン編、みすず書房） 2013
- 『ミシンと日本の近代 消費者の創出』（アンドルー・ゴードン、みすず書房） 2013
- 『砂男 / クレスペル顧問官』（ホフマン、光文社古典新訳文庫） 2014
- 『アーレント=ブリュッヒャー往復書簡 1936 - 1968』（ロッテ・ケーラー編、初見基共訳、みすず書房） 2014
- 『くるり割り人形とねずみの王さま / ブランビラ王女』（ホフマン、光文社古典新訳文庫） 2015
- 『ハンナ・アーレント 〈世界への愛〉の物語』（エリザベス・ヤング＝ブルーエル、矢野久美子, 粂田文, 橋爪大輝共訳、みすず書房） 2021 - 遺著

その他、童話、絵本の翻訳を多数出版